# Macadam

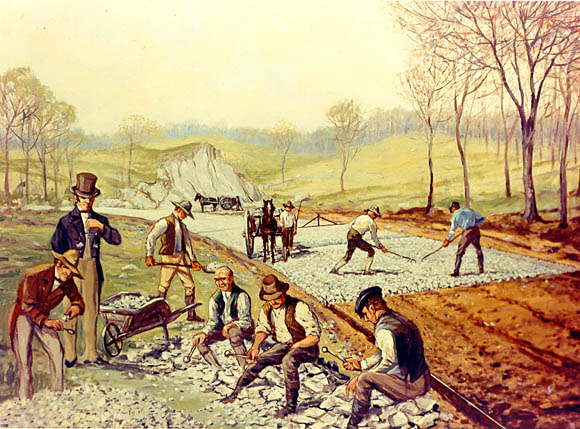
Costruzione di una strada macadam

Il macadàm è un tipo di pavimentazione stradale costituita da pietrisco, costipato mediante rollatura e amalgamato col suo stesso detrito.
È una tecnica costruttiva ideata dall'ingegnere scozzese John Loudon McAdam (da cui prende il nome) nel 1820 con cui si possono realizzare sia strati di fondazione che pavimentazioni stradali.
L'innovazione di questa tecnica consisteva nell'abolizione delle fondazioni realizzate con grosse pietre e nella realizzazione di uno strato superficiale il più possibile impermeabile, reso compatto con polvere di materiali calcarei.
A seconda del materiale che viene usato come legante per il pietrisco, si realizza macadam all'acqua, al bitume o all'asfalto (che contiene catrame).

## L'utilizzo in Italia
In Italia la tecnica di costruzione delle strade introdotta da MacAdam sostituisce quella di Trésaguet, che aveva il difetto di impedire il deflusso delle acque piovane a causa dell'utilizzo di due grosse file di pietre poste ai margini della massicciata.
Fu proprio l'ingegnere scozzese ad intuire il pericolo costituito dalle infiltrazioni d'acqua, che, raccogliendosi sotto le massicciate, potevano minarne la stabilità, e ad introdurre  massicciate costruite con la posa di pietrisco su fondo impermeabile in modo da agevolare il deflusso dell'acqua.
Quello in macadam diventò rapidamente lo standard costruttivo più diffuso non solo in Italia ma anche in tutta Europa fino al XX secolo. 
Il macadam si rivelò inadatto solo col crescente traffico dei mezzi e nel 1900 cominciò in Italia la sua sostituzione con la pavimentazione delle prime strade con il catrame. 
Ancora oggi il macadam può essere utilizzato per strade che siano interessate da un modesto traffico. 
Strade in macadam sono ancora oggi comuni per serre, giardini pubblici e il sistema è accettato con favore dalle Soprintendenze ai Beni Culturali per le strade in luoghi storici. Anche alcune piste aeroportuali sono costruite in macadam.